# Neuroctenus simplex
Neuroctenus simplex är en insektsart som först beskrevs av Philip Reese Uhler 1876.  Neuroctenus simplex ingår i släktet Neuroctenus och familjen barkskinnbaggar. Inga underarter finns listade i Catalogue of Life.